# Ford Valencia Body & Assembly
Ford España, conocida internacionalmente como Ford Valencia Body & Assembly, es la filial de la multinacional estadounidense Ford en España. Fundada en 1976 como Ford España, S.L., tiene la sede en Almusafes (Ribera Baja), donde ocupa un extenso complejo que la convierte en la fábrica Ford más grande del mundo en cuanto a la extensión: 2.700.000 m² de superficie, 592.000 de los cuales corresponden a edificios y plantas de producción.
A finales de 2015, la planta Ford de Almusafes fabricaba 400.000 coches al año, daba trabajo a 8.300 trabajadores, controlaba 18.000 referencias y exportaba en 75 países.

## Historia

### Antecedentes: Ford Motor Ibérica
En 1920, Ford estableció su filial española en Cádiz (Ford Motor Company, S.A.E.) y tres años después, en 1923, la empresa se trasladó a Cataluña y montó la fábrica en el número 149 de la Avenida Icaria de Poblenou de Barcelona. En 1929, la empresa se reorganizó y cambió su denominación social por Ford Motor Ibérica, SA. Acabada la guerra civil española, Ford Motor Ibérica subsistió con la fabricación de recambios para los vehículos de antes de la guerra y la comercialización de gasógenos.  En 1953, al ver que el régimen apadrinaba las nuevas empresas SEAT y FASA-Renault, Ford renunció finalmente a su presencia en el país y en 1954 vendió su participación en la empresa. La compañía resultante, plenamente nacionalizada, se denominó Motor Ibérica, SA y se dedicó a fabricar camiones y tractores, basados en modelos Ford, bajo la marca comercial Ebro.

### El regreso de Ford
Ford decidió volver a instalarse en España hacia 1972. El 23 de diciembre de aquel año, la compañía presentó su plan al gobierno franquista, al cual se abocó con entusiasmo. Durante las conversaciones iniciales, surgió un escollo importante: la ley obligaba que el 90 % de los componentes de cada coche fabricado fueran producidos en España, y cargaba con un arancel del 30 % a los componentes importados.
El ejecutivo de Ford Dick Holmes negoció con el gobierno español para conseguir un marco legislativo más favorable y concretó su oferta: una planta con 6.500 trabajadores capaz de producir 250.000 coches al año, de los cuales se exportarían dos terceras partes. Los españoles aceptaron las condiciones con matices y el acuerdo final, aplicable a toda la industria del automóvil estatal, permitió que solo un 50 % de los componentes fueran de fabricación nacional (cosa que obligaría Ford a fabricar los motores en el país) y, además, la compañía solo podía vender en España el 10 % de unidades del total del mercado español.

Localización de Almusafes en la Ribera Baja.

### Elección del emplazamiento
Una vez llegados a una entente, Ford y el gobierno español acordaron donde se tendría que instalar la fábrica. Se buscó una zona donde hiciera falta actividad laboral y hubiera mucha mano de obra disponible. La investigación, en principio secreta, se filtró y algunas localidades como por ejemplo Talavera de la Reina licitaron fuerte por la fábrica, pero el lugar elegido finalmente fue Almusafes por numerosas razones: su superficie excepcionalmente plana —entonces todavía llena de naranjos— ahorraría costes y reduciría el tiempo de ejecución de la fábrica, Ford tendría cerca una empresa de producción de acero (la planta siderúrgica de Sagunto) y un puerto donde embarcar sus vehículos (el puerto de Valencia, a 25 kilómetros, segundo puerto con mayor tráfico de mercancías de España y del Mediterráneo y el quinto de Europa en movimiento de contenedores).
El 1973, Ford anunció su regreso en España de forma oficial y el junio de aquel año se comunicó que la localidad escogida sería Almusafes. Los terrenos donde tendría que ir la nueva planta, en plena zona agrícola, alcanzaban 270 hectáreas y estaban formados por 636 huertos, que tuvieron que ser comprados por Ford. 
En enero de 1974 se iniciaron los trabajos de explanación. La planta fue construida y acondicionada bajo la dirección de Hanns Brand, quien anteriormente había sido responsable de la construcción de la planta de Ford a Saarlouis, en el estado alemán del Sarre.

### Nacimiento de Ford España
Mientras se mantenían las negociaciones con el gobierno español estalló la crisis del petróleo de 1973, a raíz de la cual Ford decidió de producir un utilitario económico y de consumo moderado, capaz de competir con el Renault 5. Por este motivo, la planta en construcción en Valencia se reveló como al lugar idóneo para la producción para toda Europa de este coche, el futuro Ford Fiesta.
El 26 de marzo de 1974, el presidente de la compañía Henry Ford II colocaba la primera piedra de la futura fábrica. Dos años más tarde, el 1 de marzo de 1976, se producía el primer motor en la fábrica de Almusafes y el 18 de octubre de aquel mismo año salía el primer coche de la cadena de montaje (el primer Ford Fiesta de la historia). Finalmente, el 25 de octubre de 1976 se inauguró oficialmente la factoría. Durante el acto, se describió al Ford Fiesta como el primer modelo que podría llegar a superar los quince millones de ventas del histórico Ford T.

### Hitos cronológicos

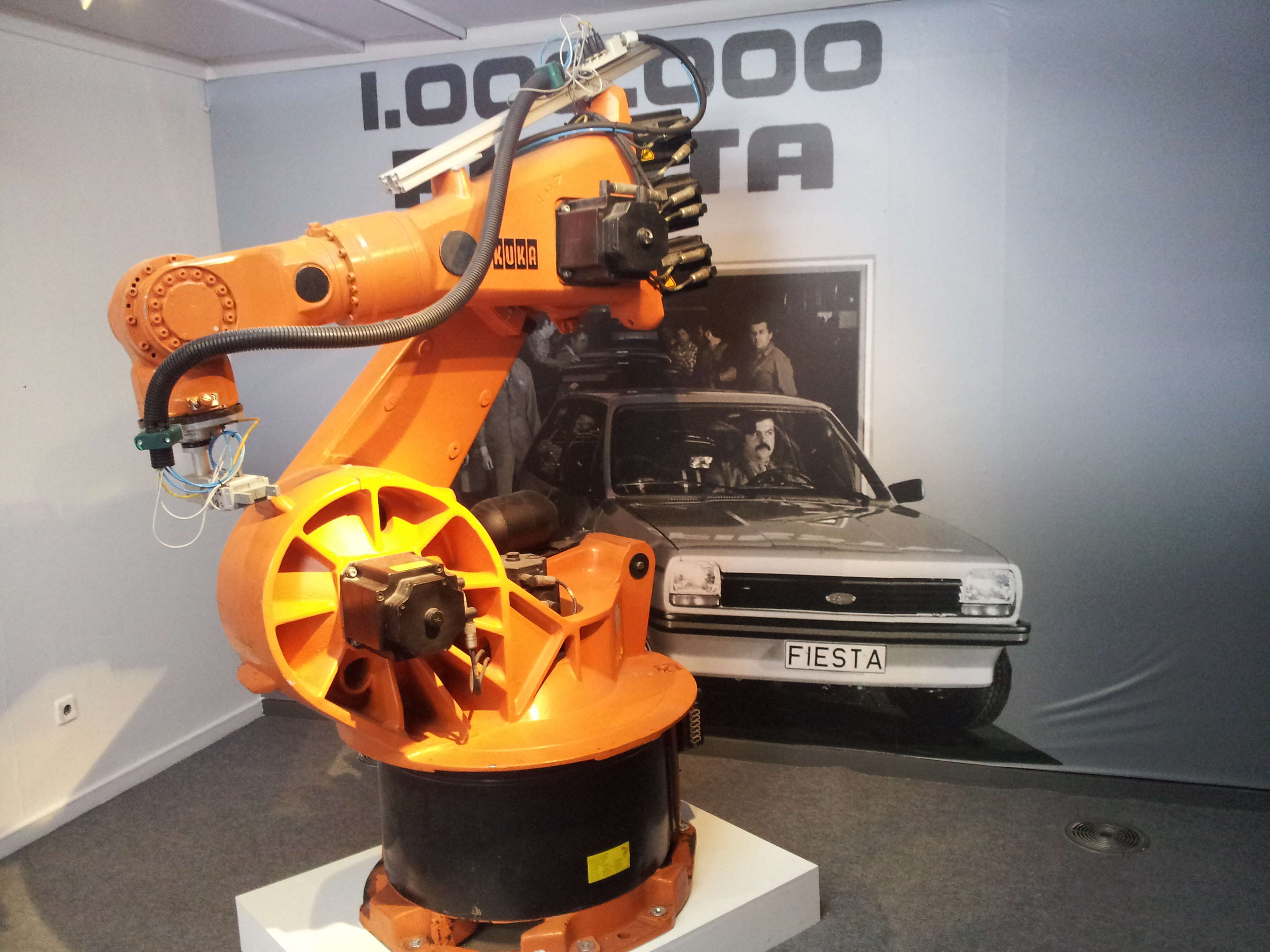
El 2 de enero de 1981 se fabricó el Fiesta un millón.

A continuación, se recogen algunas fechas significativas dentro de la historia de la empresa:
- 4 de julio de 1979: Se fabrica el motor 1 millón
- 2 de enero de 1981: Se fabrica el Fiesta 1 millón
- 4 de noviembre de 1986: Celebración del 10.º cumpleaños
- 2 de enero de 1989: Empieza la producción de foamizado
- 20 de marzo de 1990: Inauguración del centro de formación y capacitación
- 15 de mayo de 1991: 1 millón de vehículos exportados desde el puerto de Valencia
- 29 de septiembre de 1993: Inauguración de la ampliación del centro de formación
- 16 de diciembre de 1993: La filial recibe el premio Henry Ford de Tecnología
- 30 de enero de 1995: Presentación del parque industrial a los proveedores
- 24 de febrero de 1995: Inauguración de la escuela universitaria
- 27 de marzo de 1995: Inauguración de la planta piloto
- 5 de mayo de 1995: Se inaugura la planta de motores ZETEC-SE
- 17 de octubre de 1996: Celebración del 20.º cumpleaños
- 17 de octubre de 1996: Inauguración del parque industrial de proveedores 'Rey Juan Carles I'
- 20 de julio de 1998: Obtención de la certificación ISO 14000
- 31 de julio de 1998: Se fabrica el Escort 1,5 millones (fin de la fabricación de la Escort)
- 5 de mayo de 1999: Obtención de la certificación QS9000
- 4 de septiembre de 2003: La filial recibe el premio europeo a la seguridad en el trabajo por V.O.

## Fábrica de Almusafes
La de Almusafes es la fábrica europea de Ford que produce más variedad de modelos y la más grande del mundo en cuanto a extensión: 2.700.000 m² de superficie (el equivalente a 250 campos de fútbol) 592.663 de los cuales corresponden en edificios y plantas de producción. A fecha de noviembre de 2010 era capaz de producir 1.500 motores diarios.

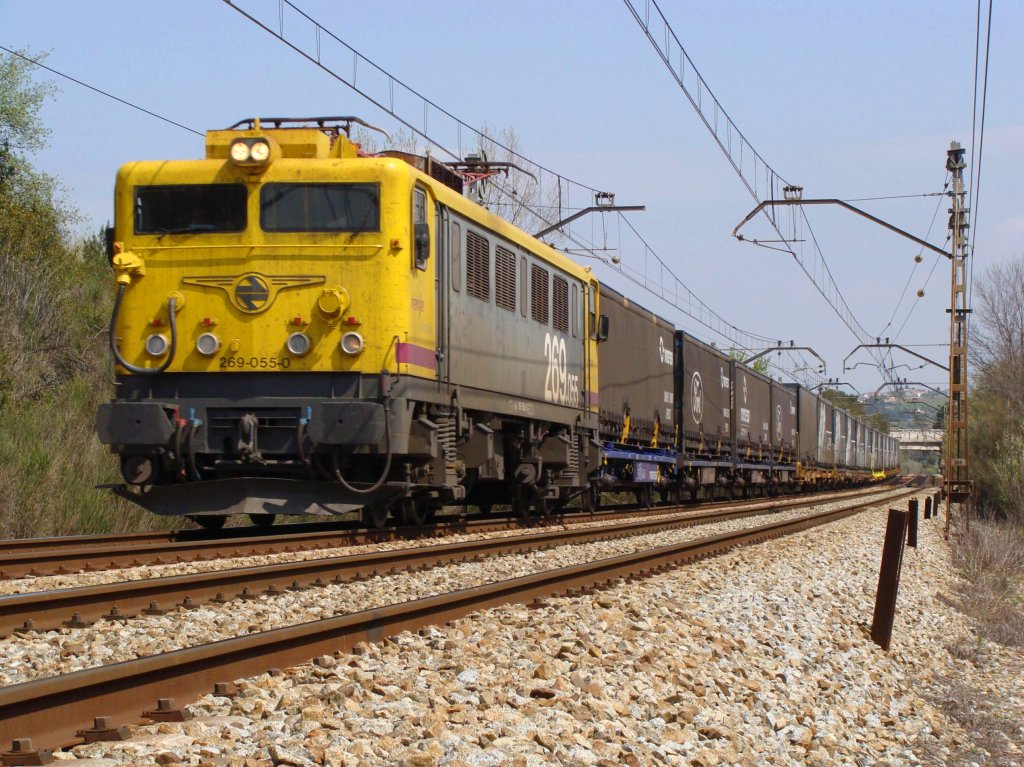
Un tren de mercancías cerca de Gelida, camino de la fábrica Ford de Almusafes

El complejo incluye una ciudad universitaria, un polideportivo para los trabajadores, un estanque donde hay aves protegidas y un entorno natural con eucaliptos y 50 especies autóctonas. El estanque se alimenta del agua empleada en el proceso de producción, una vez refinada.
Desde el punto de vista logístico, es una de las plantas más eficientes de España, puesto que cuenta con una estación de ferrocarril propia desde donde salen y llegan grandes trenes de mercancías, está rodeada de autopistas, dispone de dos parques de proveedores (con más de 2,7 millones de m²) y está muy cerca del puerto de Valencia (por el cual han desfilado más de cuatro millones de vehículos Ford).
Desde 1995, la factoría cuenta con un polígono adyacente, el Parque Industrial Juan Carlos I, donde están los proveedores de componentes, alrededor de 70. Se ha instalado un sistema de suministro de componentes, denominado Direct Automatic Delivery, por el cual las piezas montadas por los proveedores llegan a la fábrica mediante unas rampas automatizadas, directamente a los lugares de montaje donde intervienen. Otros adelantos tecnológicos importantes son un túnel automático de revisión de defectos de pintura o la presencia de 2000 robots. Todas las líneas de la planta están automatizadas.
En junio de 2022, Ford anuncia que la planta de Almusafes será la encargada de desarrollar sus nuevos vehículos eléctricos en Europa.

### Datos estadísticos
La construcción de la planta de Almusafes costó 680 millones de dólares. Entre el 2011 y el febrero de 2015, Ford ha invertido más de 2.300 millones de euros en su planta valenciana, la mayor inversión nunca realizada por la industria del automóvil en España.
A lo largo de su historia, Ford ha producido en Almusafes más de 15 millones de motores y más de 11 millones de vehículos (con una capacidad de producción diaria de 1.900 vehículos). En 2015 se preveía una producción total de más de 400.000 vehículos. El récord de fabricación anual de automóviles está en 449.101, conseguido en 2004.

## Producción
Mientras que a las antiguas filiales de Ford en Cádiz y Barcelona, los coches se montaban con todos los componentes importados (sistema llamado CKD, completo knock-down), en Almusafes se hace íntegramente tanto el montaje como la fabricación de los componentes. A finales del 2015, en la planta se montaban los modelos Mondeo, Kuga, Transit Connect, Tourneo Connect, S-MAX y Galaxy.

### Automóviles
A continuación, se listan los modelos Ford fabricados en Almusafes y su periodo de producción:
| Modelo | Modelo                 | Periodo   |
| ------ | ---------------------- | --------- |
|        | Ford Fiesta I-VI       | 1976-2012 |
|        | Ford Escort III-VI     | 1981-1998 |
|        | Ford Orion I-III       | 1983-1993 |
|        | Ford Ka I              | 1996-2008 |
|        | Ford Focus I-II        | 1998-2011 |
|        | Mazda 2 II             | 2002-2007 |
|        | Ford Transit Connect I | 2002+     |
|        | Ford Kuga I            | 2008+     |
|        | Ford C-MAX II          | 2010+     |

#### El Ford Fiesta
El Fiesta fue el primer coche fabricado íntegramente en España por Ford y el coche más vendido entre 1978 y 1980 (en abril de 1977, la lista de espera para una unidad de este modelo superaba el año). Como curiosidad, el nombre del Fiesta lo decidió el mismo Henry Ford II, según que dijo porque «conocía España, sus celebraciones y sus costumbres». En total se fabricaron 5.024.000 unidades en Almusafes entre 1976 y 2012, año en que se  dejó de producir.

### Motores
La planta de motores de Almusafes solo produce motores de gasolina, de las siguientes familias y cilindradas:
- Duratec-HE:
  - 1.8 (125 CV)
  - 2.0 (145 y 150 CV)
  - 2.3 (161 CV)
- Bioetanol:
  - 1.8 (125 CV)
  - 2.0 (145 CV)
- LPG ("gas combustible licuado"):
  - 2.0 (145 CV)

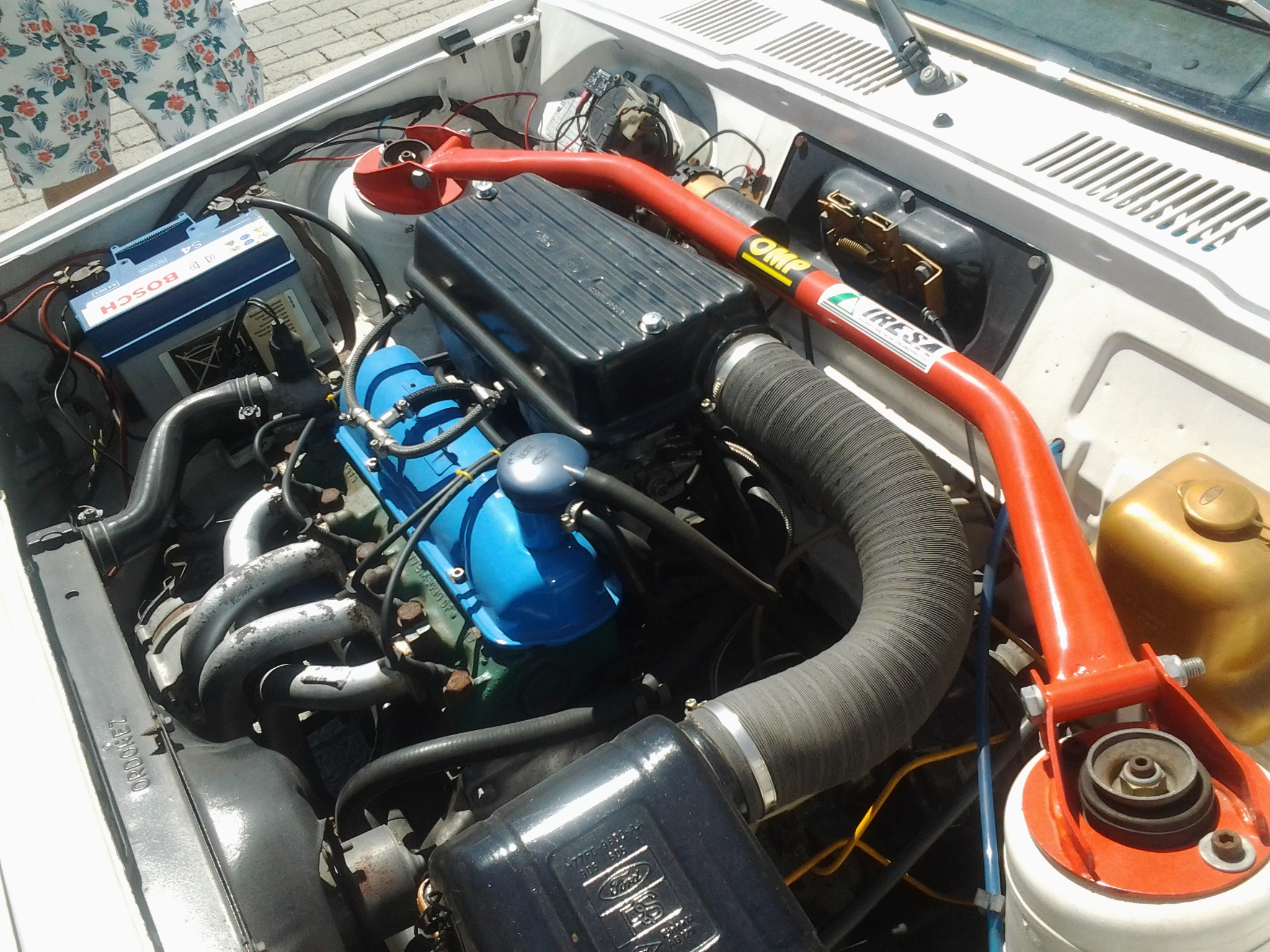
Motor de Ford Fiesta 1100 llamado Valencia, hecho en Almusafes

Desde septiembre de 2009 también se fabrica el nuevo motor de gasolina 2.0 GTDi de la familia EcoBoost (turbo inyección directa de 203 CV y 240 CV).

### Cronología
A continuación, se recogen algunas fechas significativas de la producción de coches y motores en Almusafes:
- 24 de agosto de 1981: Empieza la producción del modelo Escort
- 5 de diciembre de 1983: Empieza la producción del modelo Orion
- 5 de diciembre de 1985: Empieza la producción del motor 1.300 cc
- 27 de agosto de 1990: Empieza la producción del Escort'90 (5 puertas)
- 3 de septiembre de 1990: Empieza la producción del Orion'90 (4 puertas)
- 2 de septiembre de 1996: Empieza la producción del Ka
- 31 de agosto de 1998: Empieza la producción del Focus
- 29 de abril de 2002: Se fabrica el primer Fiesta de 5.ª Generación
- 1 de octubre de 2002: Salida del primer motor Duratec-HE
- 20 de enero de 2003: Empieza la producción del Mazda 2
- 10 de enero de 2005: Empieza la producción del nuevo Focus 5 puertas
- 7 de febrero de 2005: Empieza la producción del nuevo Focus 4 puertas
- 22 de junio de 2007: Finalización de producción del Mazda 2
- 2 de enero de 2008: Inicio de fabricación del nuevo Focus MCA (3a generación)
- 25 de julio de 2008: Se fabrica el último Ka
- 26 de septiembre de 2008: Se fabrica el último Ford Fiesta 5.ª generación
- 21 de enero de 2009: Se inicia la fabricación del primer Ford Fiesta 6.ª generación
- 23 de agosto de 2010: Se inicia producción del nuevo C-Max Compact
- 13 de septiembre de 2010: Se inicia la fabricación de Grand C-Max